# Ferndorf
Ferndorf  är en ort och kommun  i Österrike. Den ligger i distriktet Villach-Land i förbundslandet Kärnten. 
Kommunen består av tolv orter (Ortschaften) (inom parentes invånarantal 1 januari 2024):

- Beinten (187)
- Döbriach (14)
- Ferndorf (602)
- Glanz (101)
- Gschriet (116)
- Insberg (135)
- Lang (31)
- Politzen (142)
- Rudersdorf (109)
- St. Jakob (118)
- St. Paul (66)
- Sonnwiesen (403)